# Delaware River
Der Delaware River ist ein 595 Kilometer langer Fluss im Osten der Vereinigten Staaten.

## Geographie
Seine beiden Quellflüsse, der East Branch Delaware River (auch Popacton River) und der West Branch Delaware River, entspringen in den Catskill Mountains im US-Bundesstaat New York. Nach deren Vereinigung zum Delaware River bildet dieser dann die Grenze zwischen den Staaten New York und Pennsylvania sowie im weiteren Verlauf zwischen New Jersey und Pennsylvania, wobei er an der Stadt Philadelphia vorbeifließt.
Er mündet in die zwischen den Bundesstaaten Delaware und New Jersey liegenden Delaware Bay in den Atlantik.
Das Stromgebiet des Delaware umfasst etwa 30.000 km². Die Meeresströmung dringt den Delaware weit hinauf, so dass er größeren Schiffen bis nach Philadelphia zugänglich ist. Hauptnebenflüsse sind der Lehigh River und der Schuylkill in Pennsylvania. Der Delaware-Hudson- und der Morris-Essex-Kanal verbinden den Delaware River mit dem Hudson River, der Union- und Schuylkill-Kanal mit dem Susquehanna. Bei Bordentown bestand von 1834 bis 1932 eine schiffbare Verbindung über den Raritan and Delaware Canal nach New Brunswick (New Jersey) am Raritan River.

## Naturschutz
Drei Hauptabschnitte des Delaware River sind als National Wild and Scenic River geschützt.
An der Grenze zwischen New Jersey und Pennsylvania durchfließt der Fluss das Delaware Water Gap, ein Durchbruchstal. Hier befindet sich die Delaware Water Gap National Recreation Area.

## Name
Der Fluss wurde nach Thomas West, Lord De La Warr, dem zweiten Gouverneur der britischen Kolonie Virginia, benannt und war im 17. Jahrhundert die Heimat der Lenni Lenape, die wiederum nach dem Fluss Delaware genannt wurden. Die Engländer in Maryland benutzten die Bezeichnungen Delaware Bay Indians und Delaware Indians, obwohl dieser Name in Pennsylvania erst dann gebräuchlich wurde, als diese Indianer schon vom Delaware River fort nach Westen gezogen waren.

## Geschichte
In der Nacht auf den 26. Dezember 1776 überquerte General George Washington während des Amerikanischen Unabhängigkeitskrieges mit seiner Armee den Fluss in einem überraschenden Manöver in Richtung Trenton (New Jersey), um die dort stationierten hessischen Regimenter der britischen Armee anzugreifen. Der Großteil der britischen Armee befand sich in seinen Winterquartieren und der Angriff der Amerikaner am nächsten Tag kam so überraschend, dass die Hessen in der Schlacht bei Trenton eine vernichtende Niederlage erlitten. Der Sieg steigerte die Moral der amerikanischen Truppen erheblich, die sich zuvor bereits in einem verzweifelten Zustand befunden hatten.

## Brücken
Der Delaware River als Grenzfluss des Bundesstaates Pennsylvania zu New Jersey und New York wird von mehreren großen (meist mautpflichtigen) Straßenbrücken überquert, die von der Delaware River and Bay Authority, der Delaware River Port Authority, der Burlington County Bridge Commission oder der Delaware River Joint Toll Bridge Commission betrieben werden. Dazu zählen unter anderem (in Richtung flussabwärts):
- Barryville–Shohola Bridge
- Mid-Delaware Bridge
- Calhoun Street Bridge
- Lower Trenton Bridge
- Trenton–Morrisville Toll Bridge
- Benjamin Franklin Bridge (auch Eisenbahnverkehr)
- Commodore Barry Bridge
- Delaware Memorial Bridge

Zusätzlich queren einige Eisenbahnbrücken den Delaware River die von Amtrak, CSX oder Norfolk Southern Railway betrieben werden. Dazu zählen unter anderem (in Richtung flussabwärts):
- Delaware River Viaduct (stillgelegt)
- West Trenton Railroad Bridge
- Morrisville–Trenton Railroad Bridge
- Delair Bridge